# Minhe
Minhe, tidigare stavat Minho, är ett härad för huikineser och tufolket som lyder under Haidongs stad på prefekturnivå i Qinghai-provinsen i västra Kina. Den ligger omkring 100 kilometer sydost om provinshuvudstaden Xining. 